# Castelnau-Pégayrols
Castelnau-Pégayrols é uma comuna francesa na região administrativa de Occitânia, no departamento de Aveyron. Estende-se por uma área de 53,01 km². Em 2010 a comuna tinha 340 habitantes (densidade: 6,4 hab./km²).